# Artesão

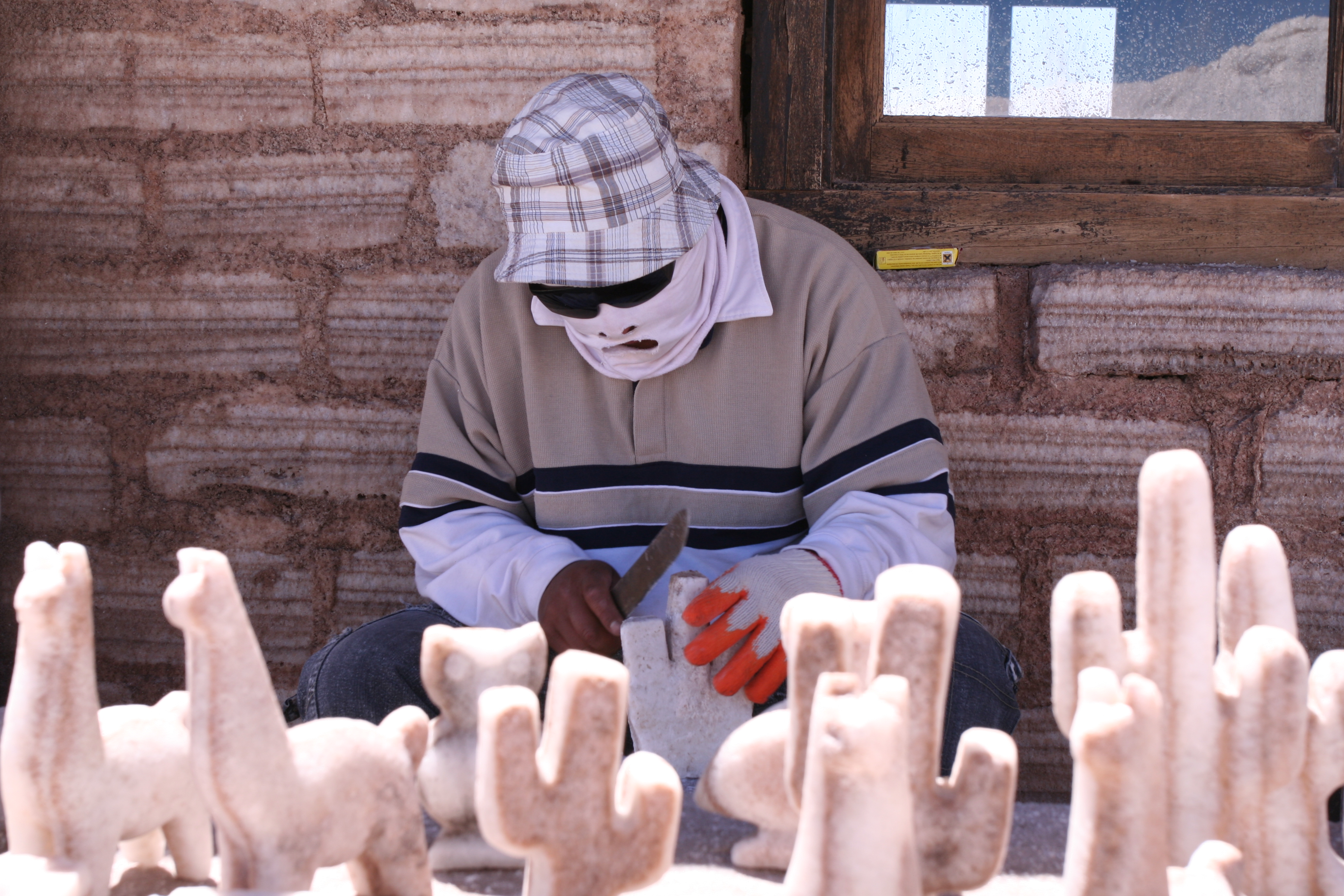
Artesão.

Artesão, é um profissional que fabrica produtos através de um processo manual ou com auxílio de ferramentas. Sua profissão usualmente requer algum tipo de habilidade ou conhecimento especializado na sua prática. No período que antecede a Revolução Industrial, a profissão estava associada a produção de artesanato em pequena escala, quando bens e produtos se associavam em guildas ou corporações de ofício. No contexto contemporâneo, o artesão é aquele que produz itens de carácter funcional ou decorativo, conhecidos como artesanato, a partir do qual ele obtém a sua renda.
Considerando a forma de produção, o artesão pode ser:
- Artesão-artista: é aquele que por sua criatividade, originalidade, graciosidade e perícia produz peças que provocam profundo sentimento de admiração naqueles que as observam. Exemplos: talhadores, gravadores, escultores e pintores ingênuos (arte naif) etc.
- Artesão-artesão: é aquele que trabalha em série, muitas vezes com ajuda de ferramentas e mecanismos rudimentares, produzindo dezenas de peças, centrado mais no aspecto utilitário das peças que produz que em despertar no observador o sentimento de beleza. Exemplo: Cerâmica ornamentada produzida manualmente com ou sem torno de pé.
- Artesão semi-industrial: é aquele que trabalhando a partir de moldes e/ ou de outros processos semi-industriais, reproduz dezenas de peças iguais. Exemplo: peças utilitárias de cerâmica produzidas de forma semi-industrial (tigelas, jarros, jóias, potes etc).

## Artesãos medievais
Os artesãos medievais ou mesteirais eram os profissionais especializados que fabricavam produtos ou prestavam serviços. Os artesãos medievais dividiam-se entre aqueles que operavam o seu próprio negócio e aqueles trabalhavam para outros. Os que tinham o seu próprio negócio eram designados "mestres". Os restantes eram designados "oficiais" ou "jornaleiros" se já tinham terminado a sua aprendizagem e "aprendizes" se ainda estavam em processo de aprendizagem. Os mestres constituíam o grupo mais influente entre os artesãos, trabalhando normalmente em um estatuto social elevado no meio das suas comunidades.

## Artesão (arquitetura)
Artesãos é o plural de artesão – enfeite de abóbada.

## Antigos ofícios tradicionais de artesão

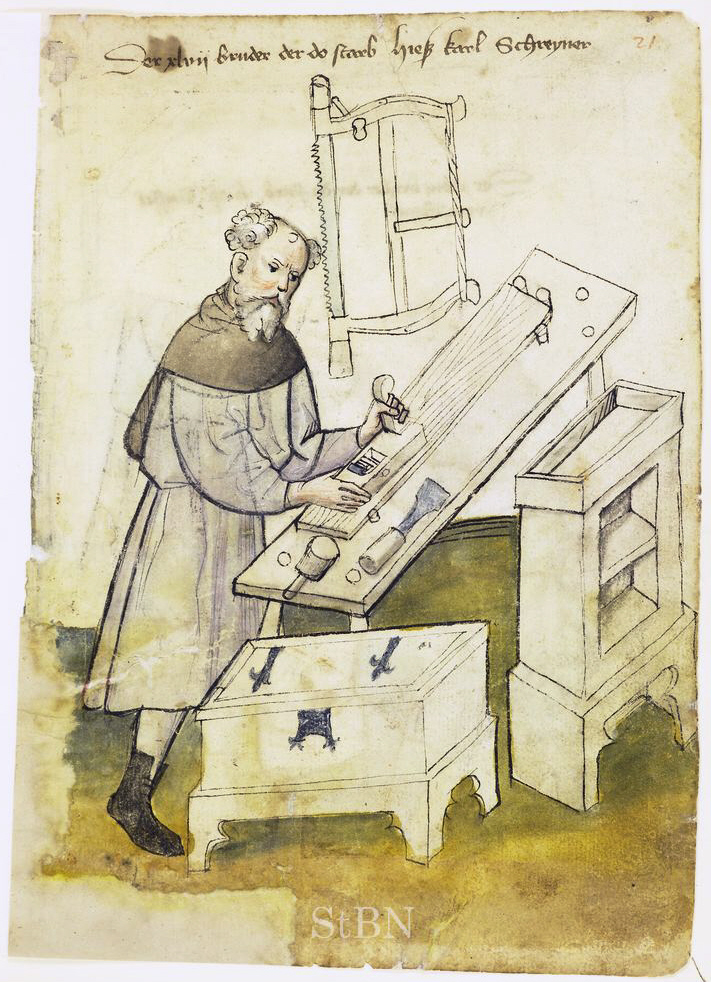
Carpinteiro, 1425
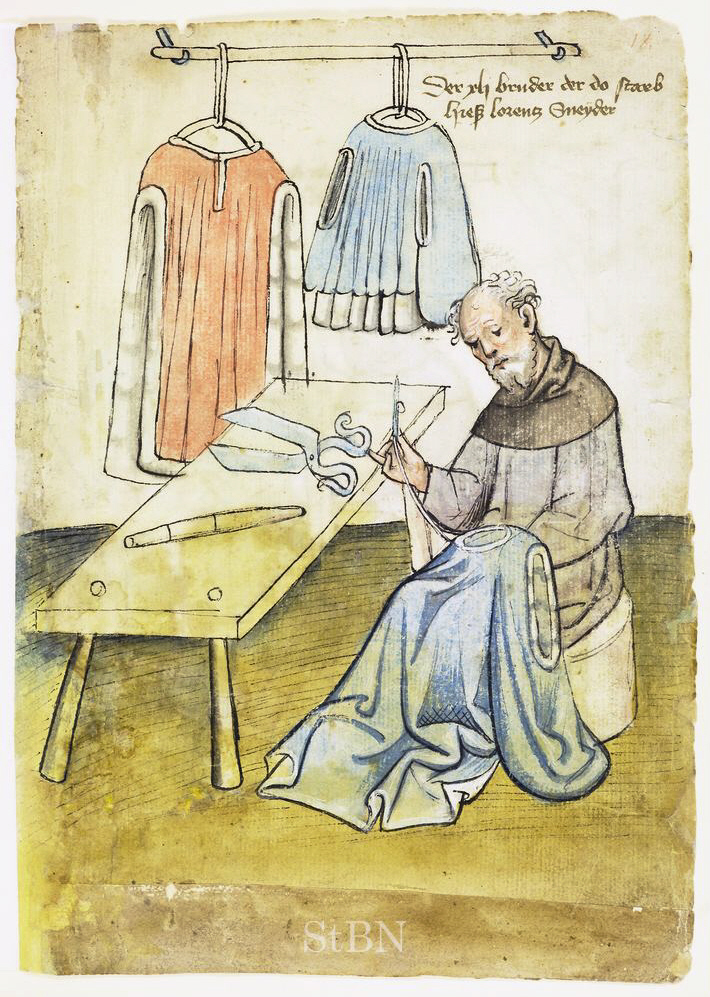
Alfaiate, 1425
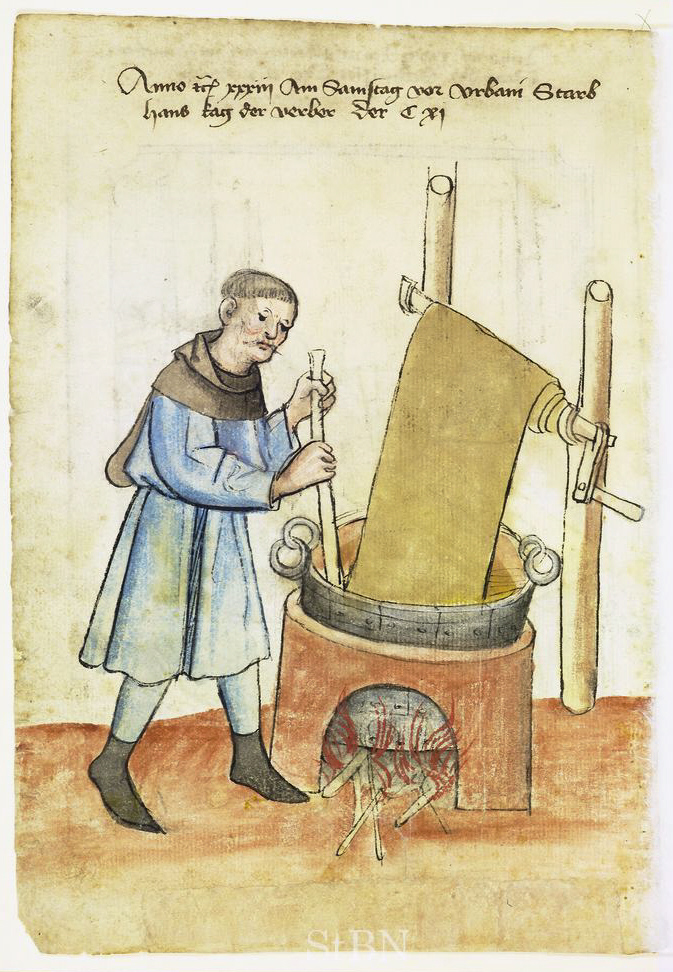
Tintureiro, 1433
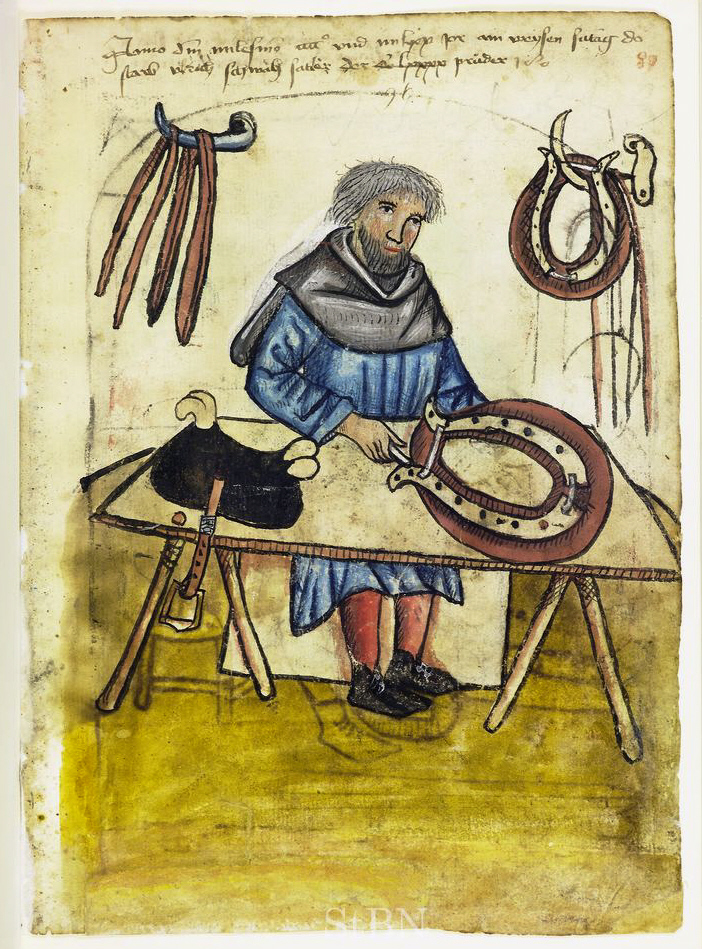
Seleiro, 1470
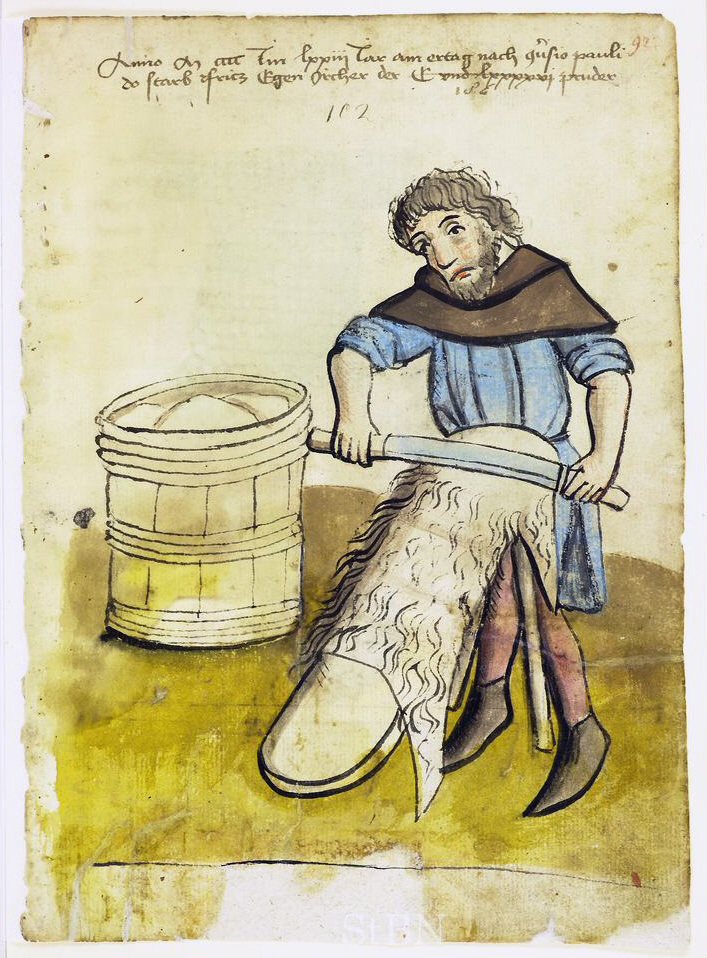
Curtidor, 1473
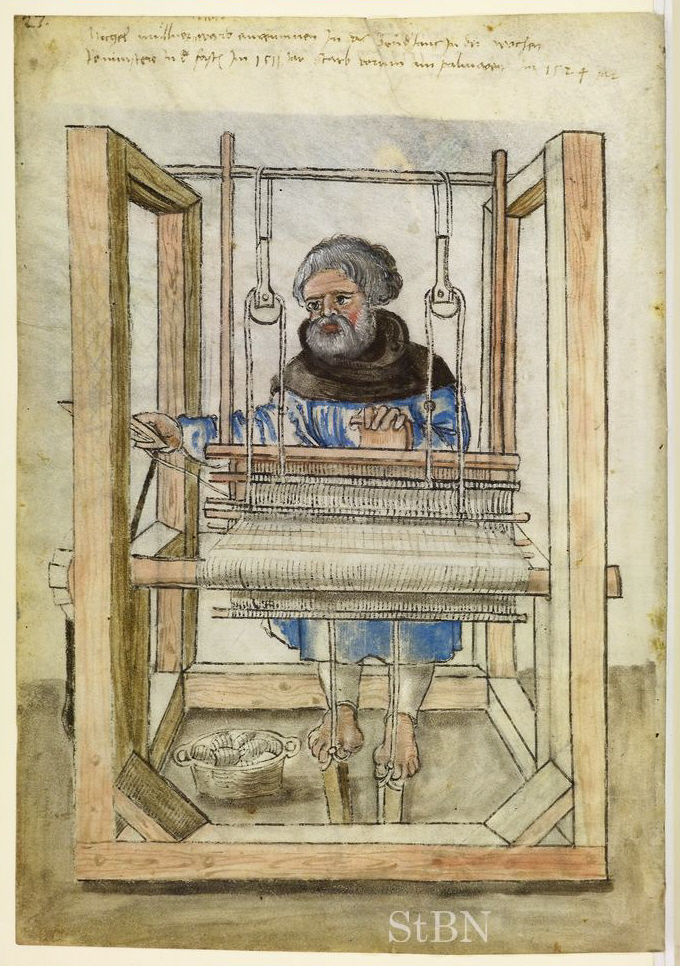
Tecelão, 1524
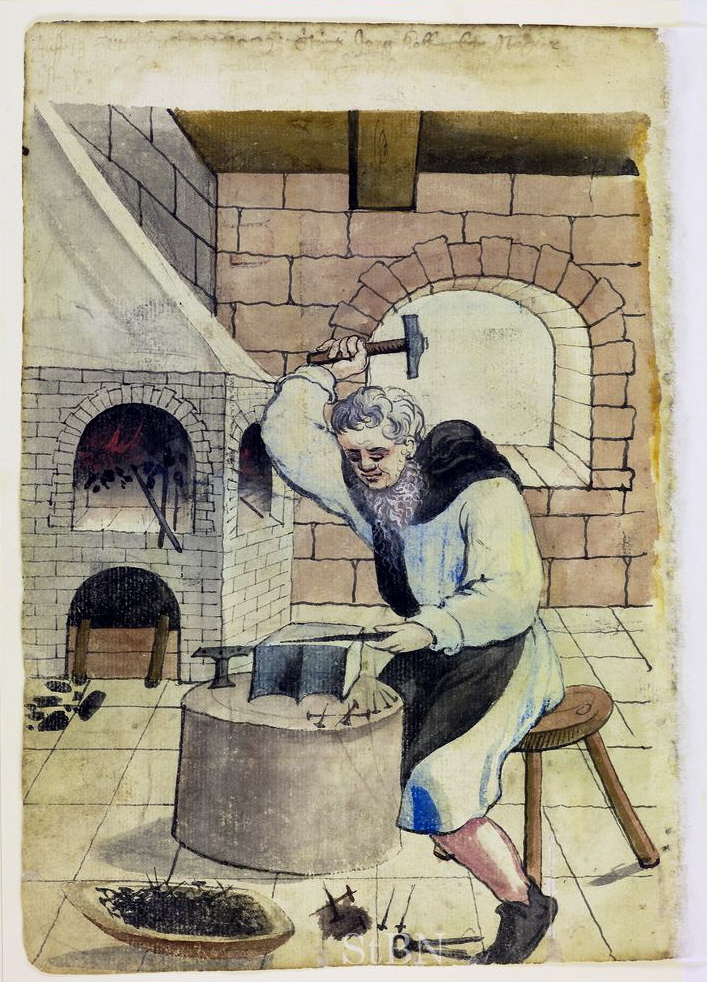
Pregueiro, 1529
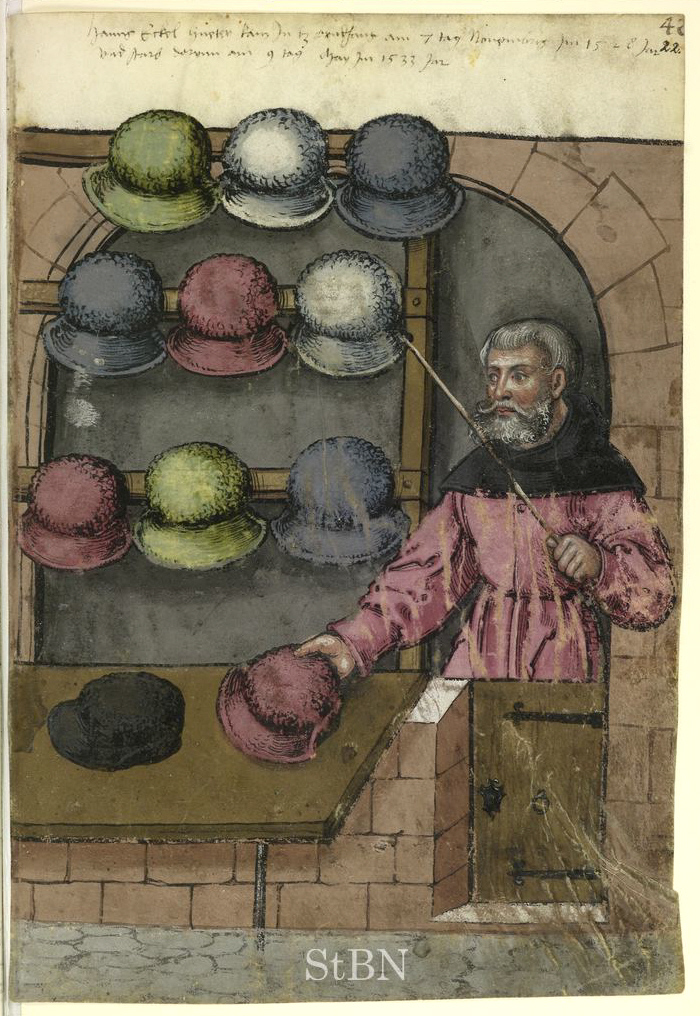
Chapeleiro, 1533
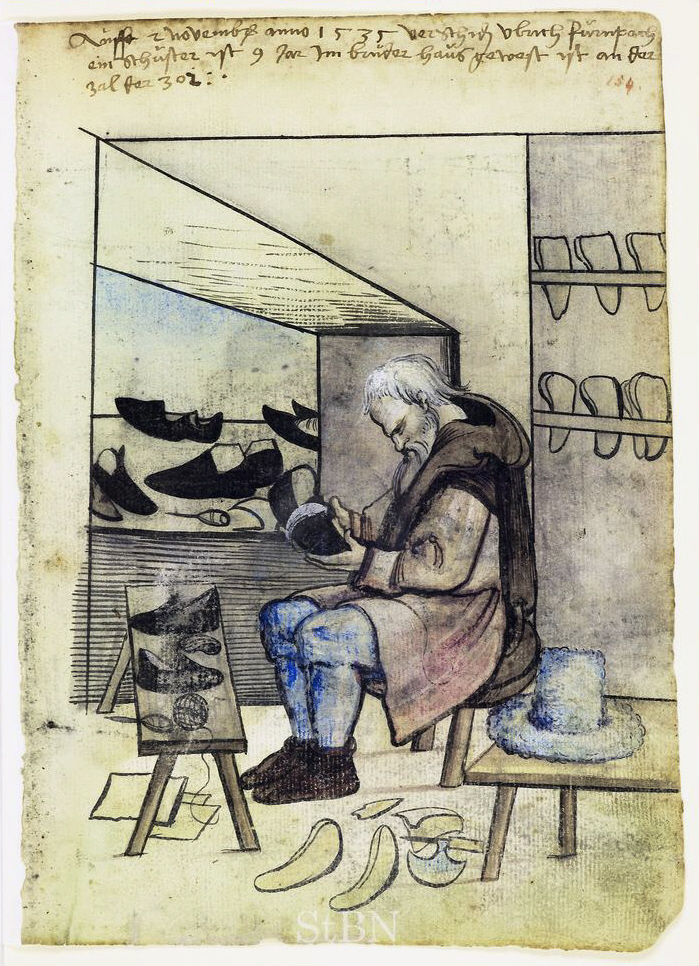
Sapateiro, 1535
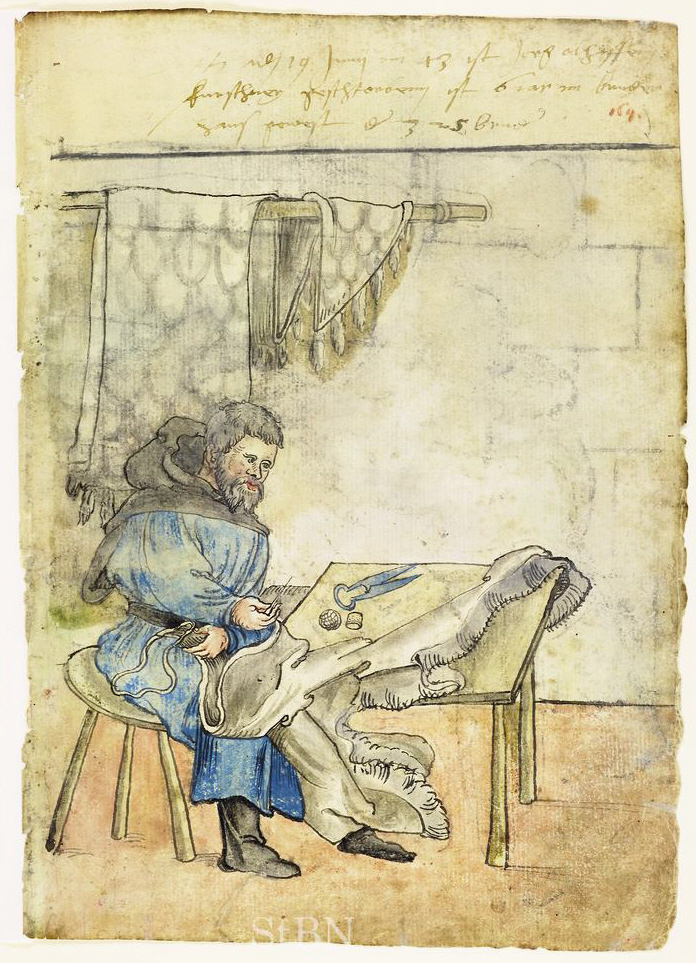
Peleiro, 1543
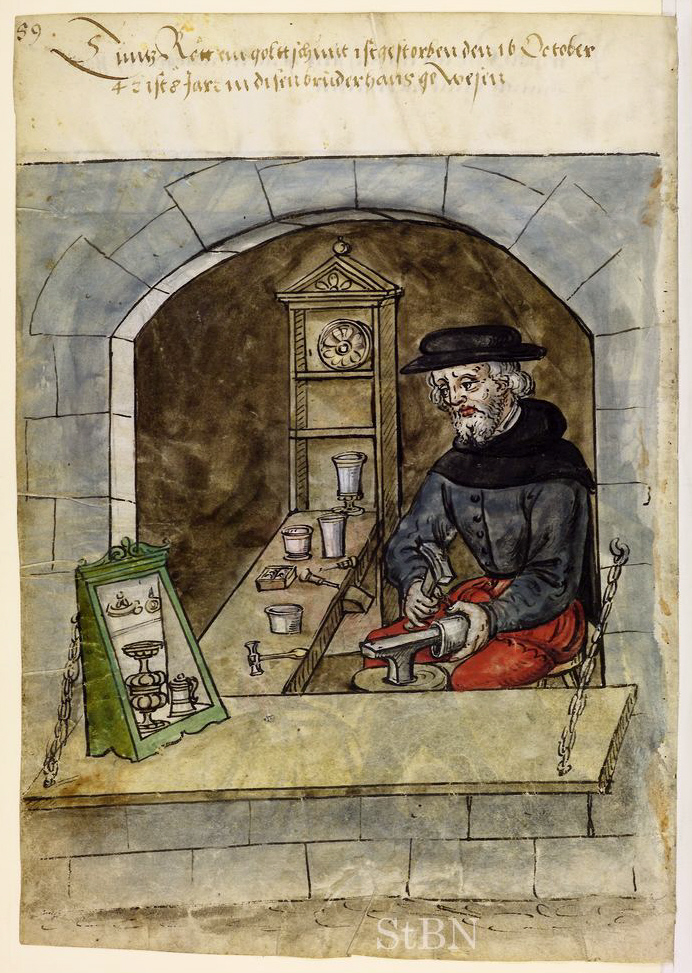
Ourives, 1543
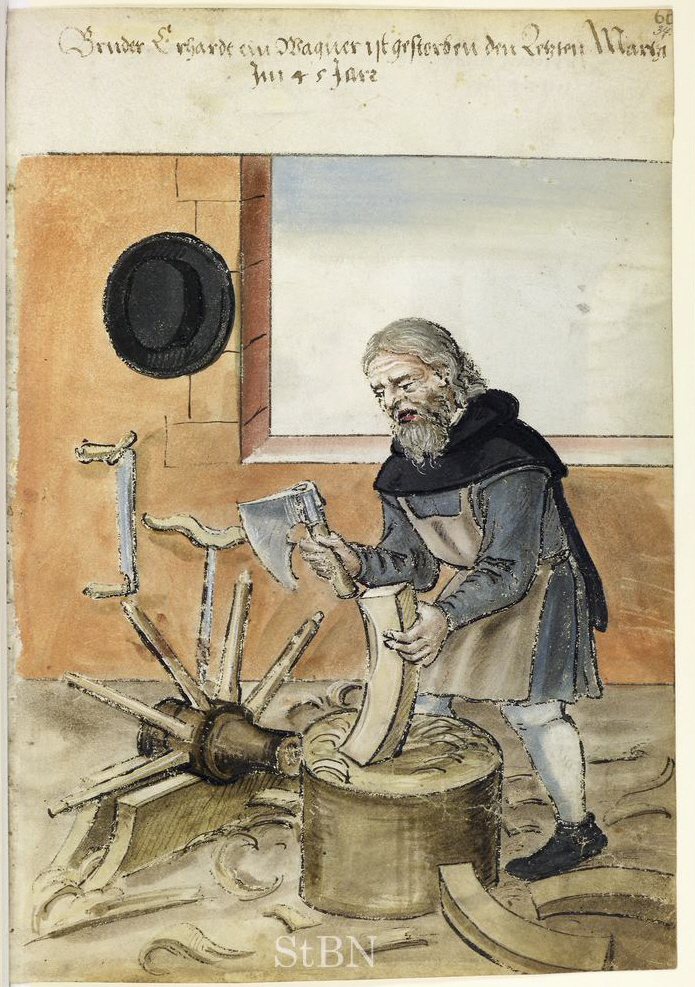
Carroceiro, 1545
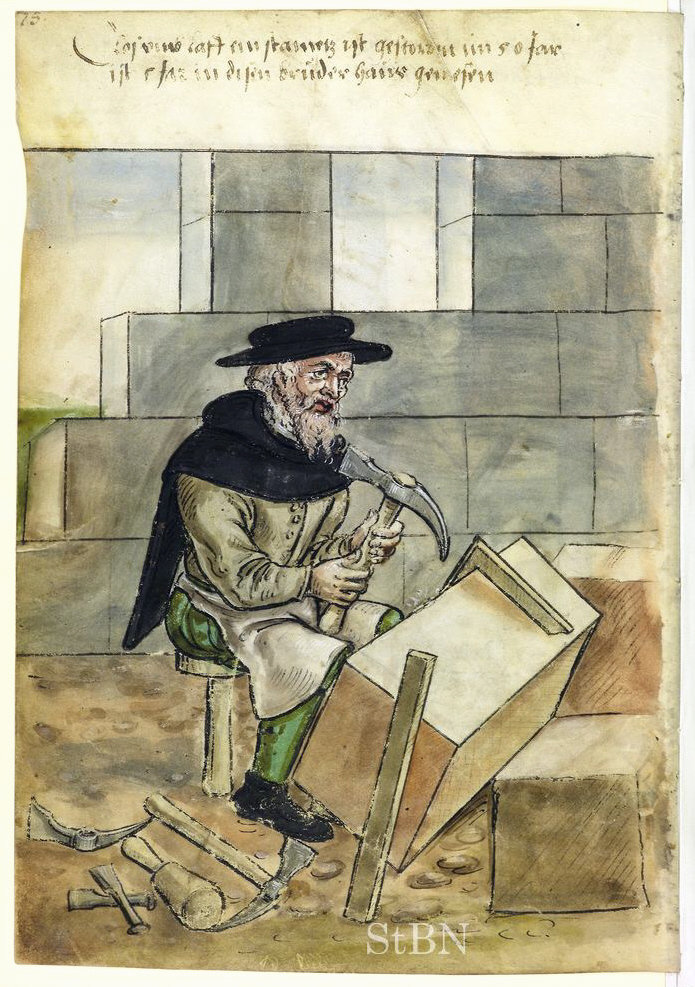
Pedreiro, 1550
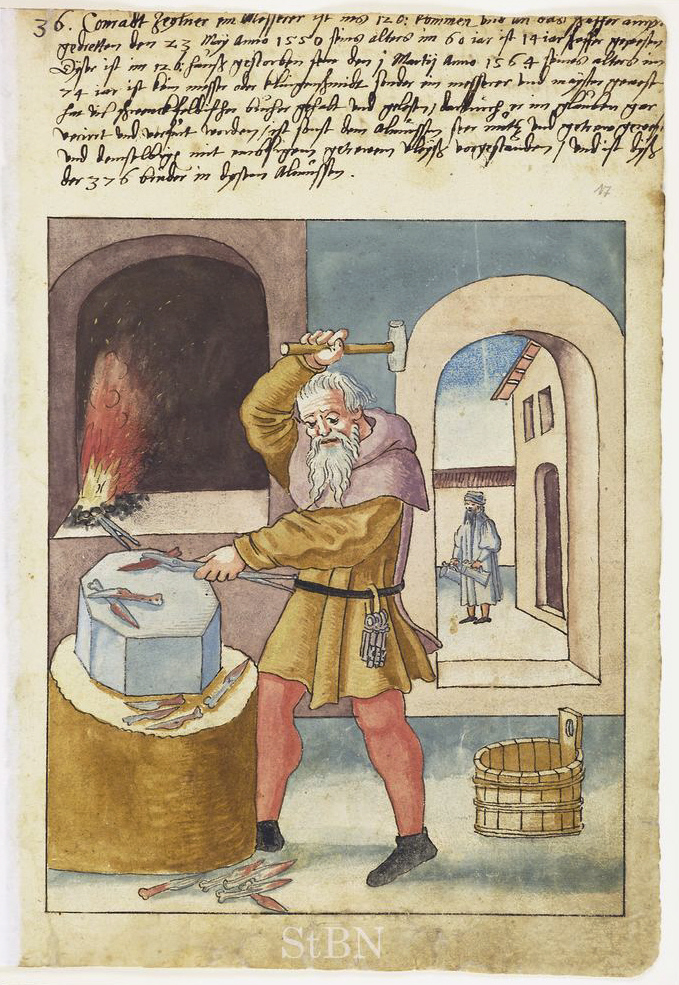
Cutileiro, 1564
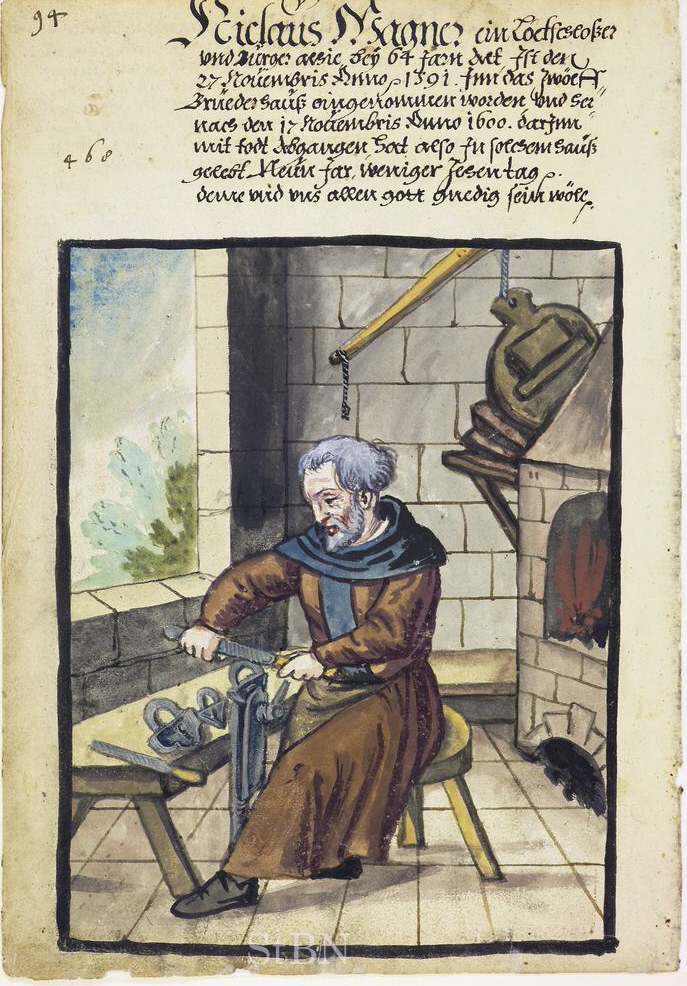
Serralheiro, 1600
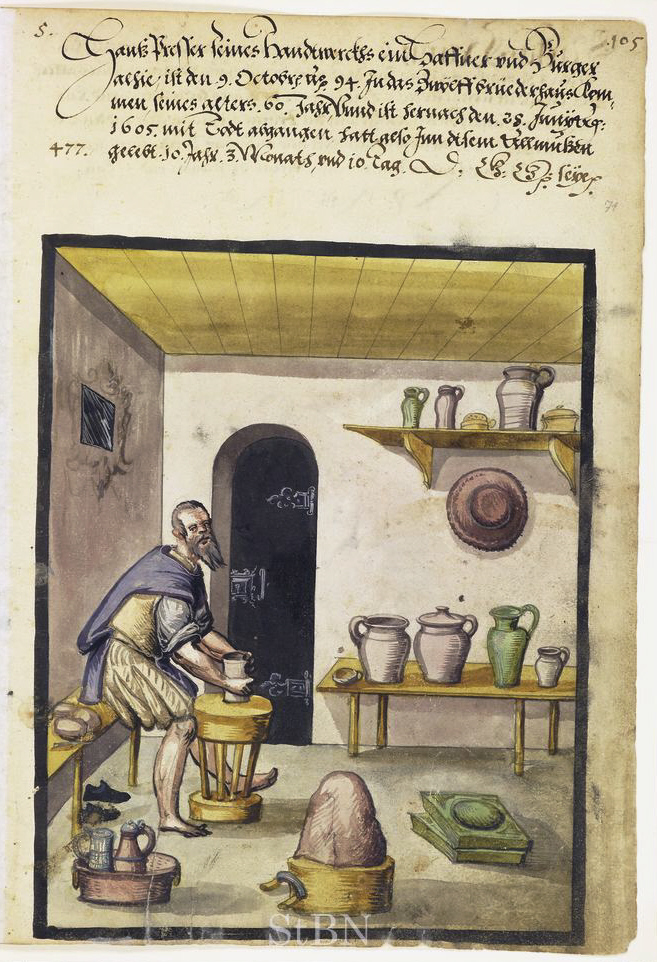
Oleiro, 1605
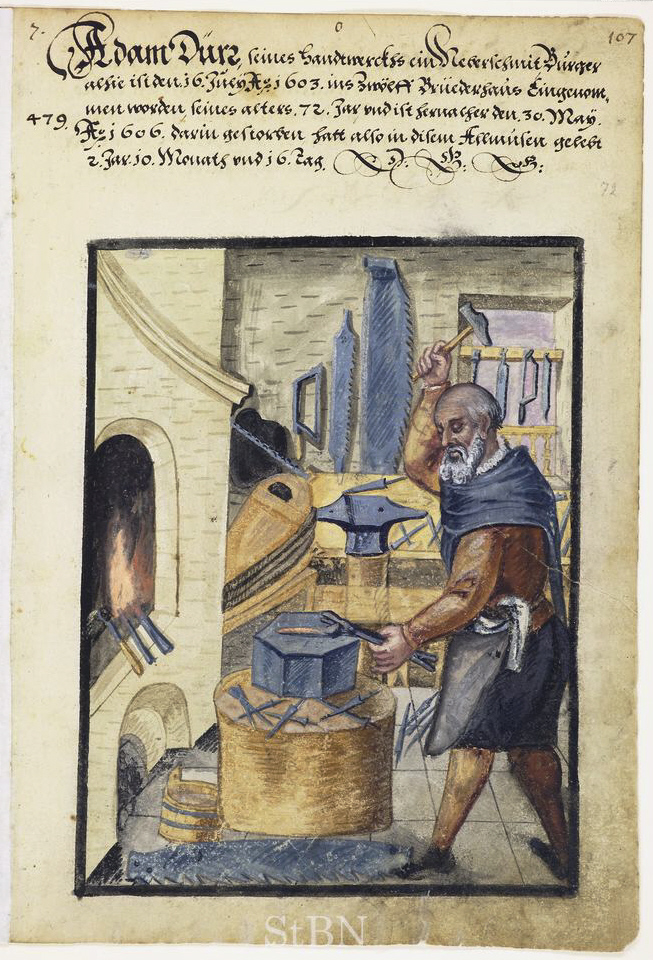
Ferreiro, 1606
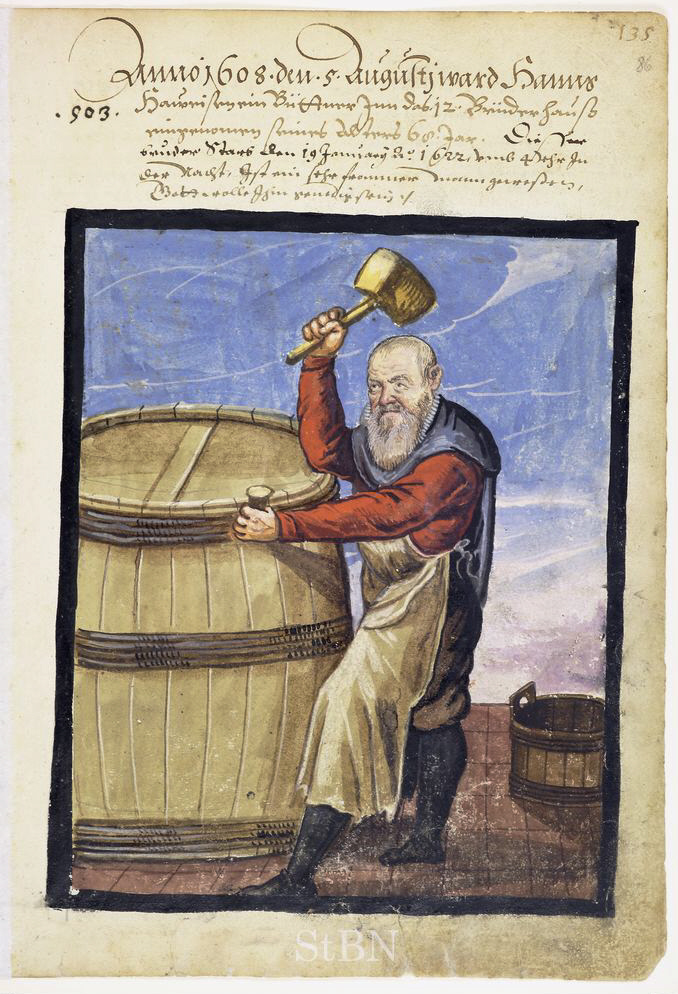
Tanoeiro, 1608
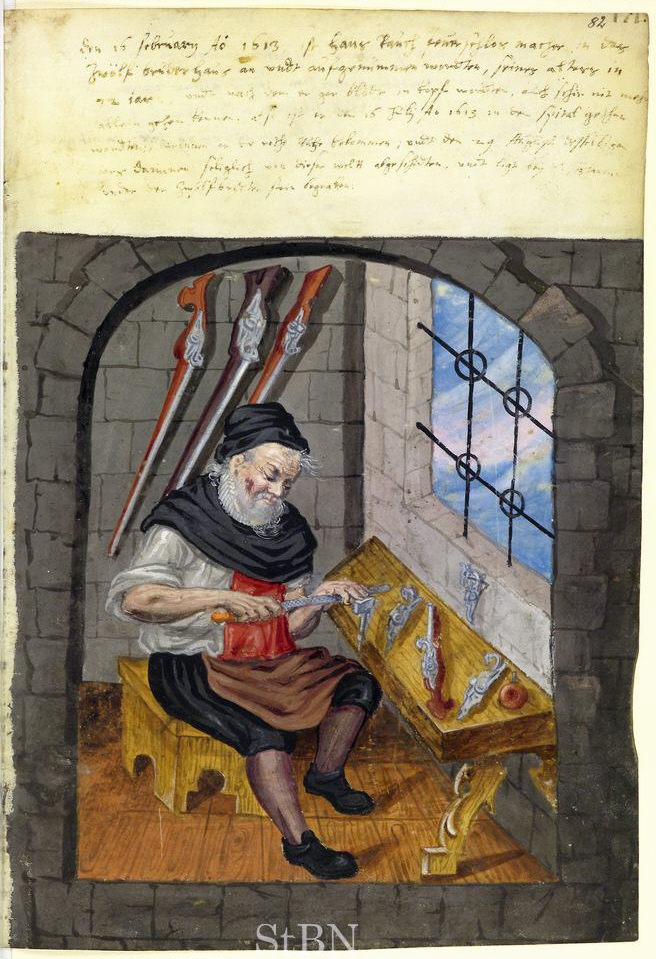
Espingardeiro, 1613
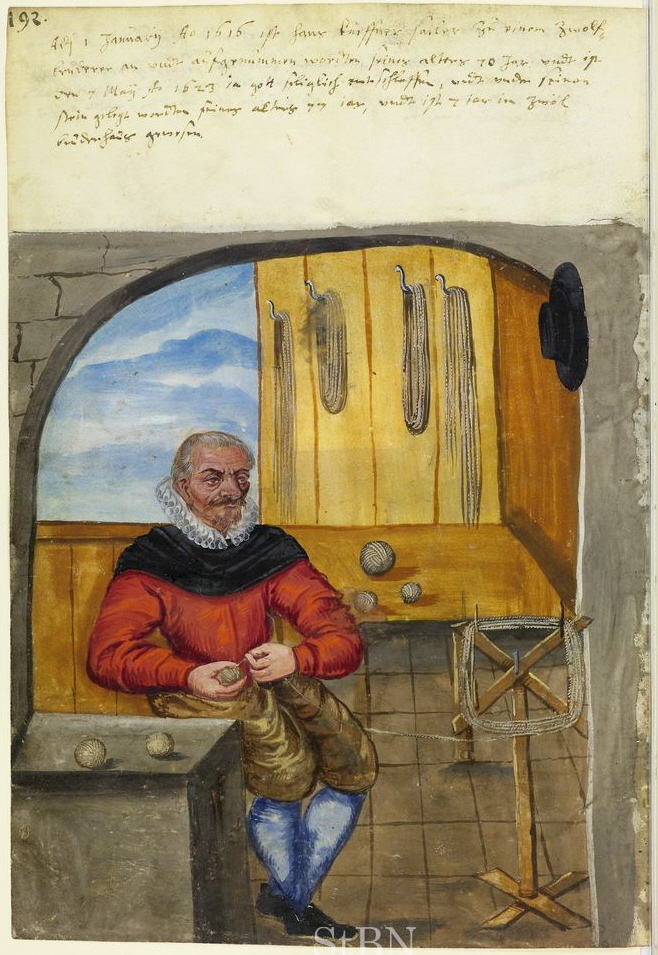
Cordoeiro, 1616